# Gospodarstvo Rimskega cesarstva
Moses Finley, glavni zagovornik primitivističnega pogleda na rimsko gospodarstvo, je menil, da je bilo gospodarstvo nerazvito in premalo izkoriščeno in da je bila zanj značilna samooskrba. Mestna središča naj bi potrošila več kot so proizvedla s trgovino in proizvodnjo, umetniki so imeli status rokodelca, razvoj tehnologije je bil počasen in ni bilo ekonomske racionalnosti.[134] To mnenje upošteva današnje razumevanje gospodarstva in predvsem ameriško stališče do ekonomije.
Sedanji pogledi na rimsko gospodarstvo so bolj objektivni, saj je bila  ekonomska rast, čeprav ni primerljiva s sodobnimi gospodarstvi, večja kot v večini drugih držav pred industrializacijo. Cesarstvo je morda najbolje obravnavati kot mrežo regionalnih gospodarstev, ki po današnjih merilih temelji na obliki kapitalizma, v katerem država spremlja in ureja trgovino, da si zagotovi lastne prihodke.[140]. 

## Zahodno cesarstvo
Nekatera mesta so bila znana po določenih panogah ali trgovskih dejavnostih, obseg gradnje na urbanih območjih pa kaže na razvito gradbeno industrijo. Papirusi kažejo na zapletene računovodske metode, ki nakazujejo elemente ekonomskega racionalizma, cesarstvo pa je bilo močno monetizirano. Čeprav so bila komunikacijska in transportna sredstva v antiki omejena, se je promet v 1. in 2. stoletju močno razširil, regionalna gospodarstva so povezovale kopne in morske trgovske poti . Nabavne pogodbe za vojsko, ki so zajele vse dele cesarstva, so spodbujale dejavnost lokalnih dobaviteljev blizu vojaških baz (castrum), po vseh provincah in tudi preko njihovih meja.

## Vzhodno cesarstvo
Bizantinsko gospodarstvo je bilo več stoletij med najbolj naprednimi gospodarstvi v Evropi in na Sredozemlju. Zlasti Evropa se je lahko primerjala z njim šele v poznem srednjem veku. Konstantinopel je bil glavno križišče trgovskih poti, ki so bile v različnih obdobjih razpredene po skoraj celi  Evropi, Aziji  in severni Afriki. Najpomembnejša je bila tako imenovana svilna cesta med Daljnjim vzhodom in Evropo. Cvetoče bizantinsko gospodarstvo se je razlikovalo od gospodarstev propadajočega Zahoda zlasti do prve polovice 6. stoletja.
Po Justinijanovi kugi (541–542) in arabskih osvajanjih se je stanje obrnilo v obdobje stagnacije in upadanja gospodarstva. Izavrijske reforme, ponovno naseljevanje med vladavino Konstantina V., javna dela in davčna reforma so označili začetek oživljanja, ki je kljub temu, da se je ozemlje cesarstva krčilo, trajalo do leta 1204. Od 10. do konca 12. stoletja je kazalo cesarstvo videz razkošne države in popotniki so se čudili bogastvu, nakopičenem v njegovi prestolnici.
V zameno za pomoč v dragih vojnah in dinastičnih spletkah so bizantinski cesarji od 11. stoletja naprej podeljevali trgovske privilegije Benečanom, kasneje pa še njihovim rivalom Genovčanom in Pisancem, kar se je izkazalo za dolgoročno usodno, saj so do četrte križarske vojne izgubili ekonomsko samozadostnost. Četrta križarska vojna je povzročila razkroj bizantinske proizvodnje in začetek trgovinske dominacije zahodne Evrope na vzhodnem Sredozemlju, kar je za Bizantinsko cesarstvo pomenilo gospodarsko katastrofo. Paleologi so poskušali oživiti gospodarstvo, vendar pozno cesarstvo ni moglo doseči popolnega nadzora niti nad tujimi niti nad domačimi gospodarskimi dejavniki. Postopoma je izgubilo vpliv tudi nad načini trgovanja in mehanizmi cen, odtekanjem dragih kovin in, po mnenju nekaterih poznavalcev, tudi nad kovnicami denarja.
Eden od gospodarskih temeljev je bila trgovina, podprta z obmorsko lego cesarstva. Najpomembnejše izvozno blago so bile tkanine. Svilo so izvažali predvsem v Egipt, verjetno tudi v Bolgarijo in na zahod. Država je dosledno nadzirala notranjo in zunanjo trgovino ter imela monopol nad emisijami denarja. Denarni sistem je bil trden in elastičen ter se je prilagajal potrebam trgovine.
Vlada je poskušala nadzirati tudi obrestne mere za posojila in predpisovati merila za dejavnosti cehov in združenj, v katerih je imela svoje interese. Cesar in državna uprava so v obdobjih krize s svojimi posegi zagotavljali oskrbo prestolnice in zniževali ceno žita. Vlada je z obdavčenjem pogosto zbirala del tržnih viškov in jih na primer v obliki plač državnih uradnikov ali investicij v javna dela ponovno pošiljala v obtok.